# Pompei Onofrei
Pompei Onofrei (n. 24 iunie 1909, Sărata, Bistrița-Năsăud – d. 1998, Sibiu) a fost un preot român unit (greco-catolic), secretar al episcopului Iuliu Hossu la Cluj, deținut politic, ulterior protopop unit al Sibiului.

## Biografie
A făcut studiile teologice la Blaj, iar în anul 1934 a fost hirotonit preot. A lucrat în calitate de secretar al episcopului de Cluj-Gherla, Iuliu Hossu.
După Dictatul de la Viena a fost arestat de autoritățile horthyste de ocupație și condamnat la moarte. A scăpat în mai multe rânduri cu viață, după care a fost expulzat în România (de atunci), stabilindu-se la Sibiu.
Începând cu octombrie 1947 preotul Pompei Onofrei a fost șicanat mereu de autoritățile comuniste, exercitând presiuni pentru trecerea sa la Biserica Ortodoxă Română. Printre altele fost anchetat și de ofițerul politic, colonelul Gheorghe Crăciun. La 1 decembrie 1948 a fost interzisă Biserica Română Unită cu Roma. Preotul Onofrei, care a refuzat trecerea la Biserica Ortodoxă Română, a fost din nou anchetat și reținut de mai multe ori, iar în cele din urmă a fost arestat, în iulie 1949. De-abia în Joia Mare a anului 1952 a fost condamnat la patru ani de muncă silnică la Canalul Dunăre-Marea Neagră. După executarea pedepsei nu a fost eliberat, ci mutat la închisorile din Brașov, Codlea, Jilava și Gherla, pe motiv că pedeapsa nu și-ar fi atins scopul. Pentru că făcea rugăciuni și cateheze cu deținuții a fost adesea pedepsit și torturat, închis la izolare și trimis la „neagra” (o celulă-mormânt, fără lumină, cu pământ pe jos, fără vreun alt obiect în interior).
A fost eliberat la 4 august 1964 de la Gherla, într-un lot din care mai făcea parte, între alții, și episcopul Ioan Ploscaru, printr-un decret de grațiere emis de autoritățile comuniste. S-a stabilit la Sibiu, unde a primit o cameră pe strada Șelarilor. Cu greutate, a primit dreptul să slujească ca preot în ritul romano-catolic, activând clandestin în ritul bizantin român. Camera sa a servit drept capelă clandestină. Între participanții la slujbele oficiate în locuința sa s-au numărat Carmen Iohannis și soțul acesteia, Klaus Iohannis. În tot acest timp Părintele Pompei Onofrei a fost urmărit de Securitate.
După Revoluția Română din 1989 Părintele Protopop Pompei Onofrei a continuat demersurile în vederea recunoașterii drepturilor BRU și pentru retrocedarea Bisericii dintre Brazi din Sibiu și a Bisericii Sf. Vasile din cartierul Lazaret, confiscate de guvernul comunist, luate în folosință de către Biserica Ortodoxă Română și nerestituite până în prezent. Totuși a reușit ca românii uniți din Sibiu să primească dreptul să-și desfășoare serviciile divine în Biserica Ursulinelor.
Protopopul Pompei Onofrei a decedat în anul 1998 la Sibiu. Prin decizia primăriei, unei străzi din Sibiu i-a fost dat numele Pompeiu Onofreiu (fostă Maternității).
La 1 ianuarie 2011 a fost hirotonit în Statele Unite ale Americii ca preot, diaconului Gabriel Didiță, care își datorează vocația sacerdotală întâlnirii cu Părintele Pompei Onofrei, care i-a fost părinte spiritual.